# Pyrogravure
 (avril 2025).
Si vous disposez d'ouvrages ou d'articles de référence ou si vous connaissez des sites web de qualité traitant du thème abordé ici, merci de compléter l'article en donnant les références utiles à sa vérifiabilité et en les liant à la section « Notes et références ».

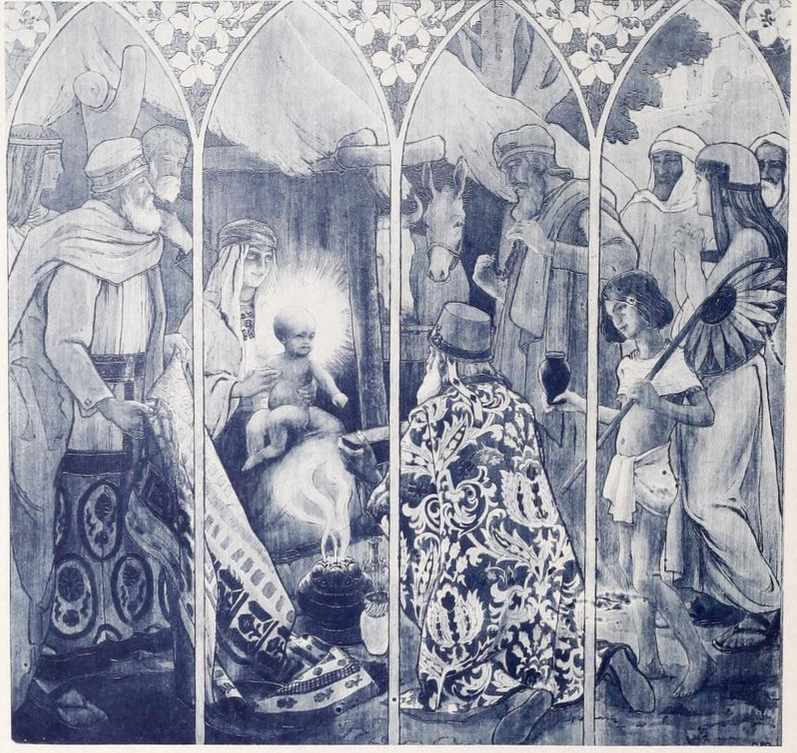
Gaston Marquet, Adoration des mages (1901), pyrogravure sur bois.

La pyrogravure est une technique de gravure consistant à dessiner ou imprimer un motif sur un objet en brûlant sa surface. Comme pour la gravure, il désigne également la technique et le résultat obtenu.

## Historique
En 1888, Manuel Périer présente un appareil à graver. Son principe est issu du cautérisateur du docteur Paquelin.
L'appareil a ensuite connu des améliorations importantes.

## Technique

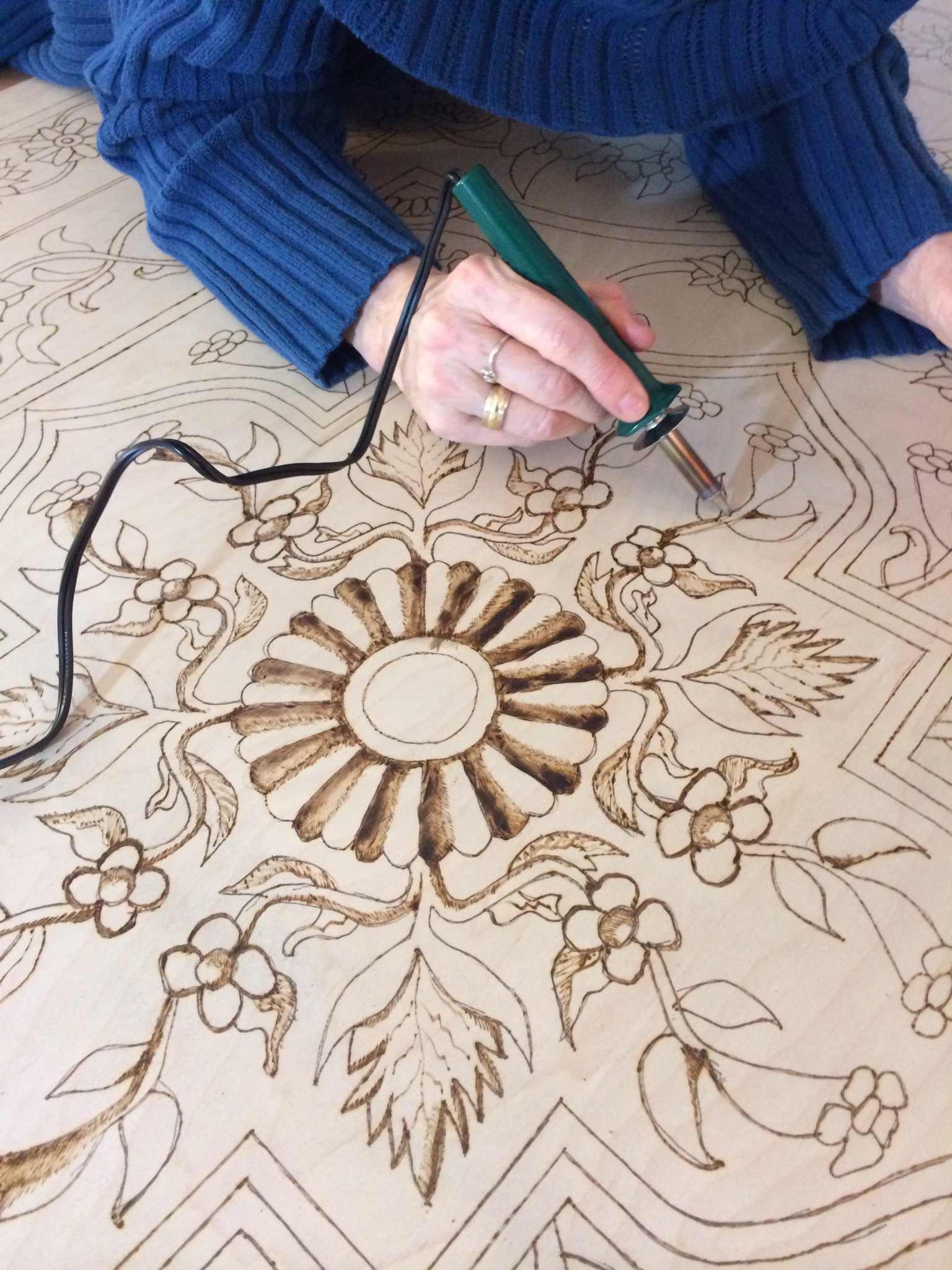
Motif dessiné en pyrogravure sur bois.

La pyrogravure est l'un des arts primitifs apte à la confection d'objets rituels ou usuels car son support n'a pas l'exigence de la planéité : calebasse, bois flotté, bouteille, vase, assiette.
À l'aide d'un fer à pyrograver ou d'un outil chauffé au rouge, le pyrograveur dessine le plus souvent sur bois ou sur cuir, mais aussi sur ivoire ou sur os. Les formes apparaissent par l'action de la combustion aux endroits voulus.
Aujourd'hui, l'emploi d'un fer électrique, à pannes de différentes formes et interchangeables, rend cette technique facile d'accès sans pour autant être réservée aux enfants. Parfois dotés d’un ajustement de température réglable très précisément et d'embouts beaucoup plus fins, ces outils permettent d’atteindre un niveau de définition très élevé. La variation de chaleur — jusqu'à environ 500°C — permet également d’obtenir plusieurs gradations de teintes sur le bois et de graver sur d’autres types de support plus sensibles comme le cuir, le liège et même le papier.
La pyrogravure est surtout employée dans la décoration ; des objets en bois brut, souvent tournés, et de différentes formes sont disponibles pour les amateurs. On peut aussi trouver des pyrogravures sur cuir. Il est possible d'ajouter à celles-ci des couleurs réalisées par émaillage à froid.
Le procédé de pyrogravure par impression est utilisé pour marquer à chaud des motifs graphiques à l'aide d'une matrice sur des emballages en bois, notamment dans l'industrie agro-alimentaire.

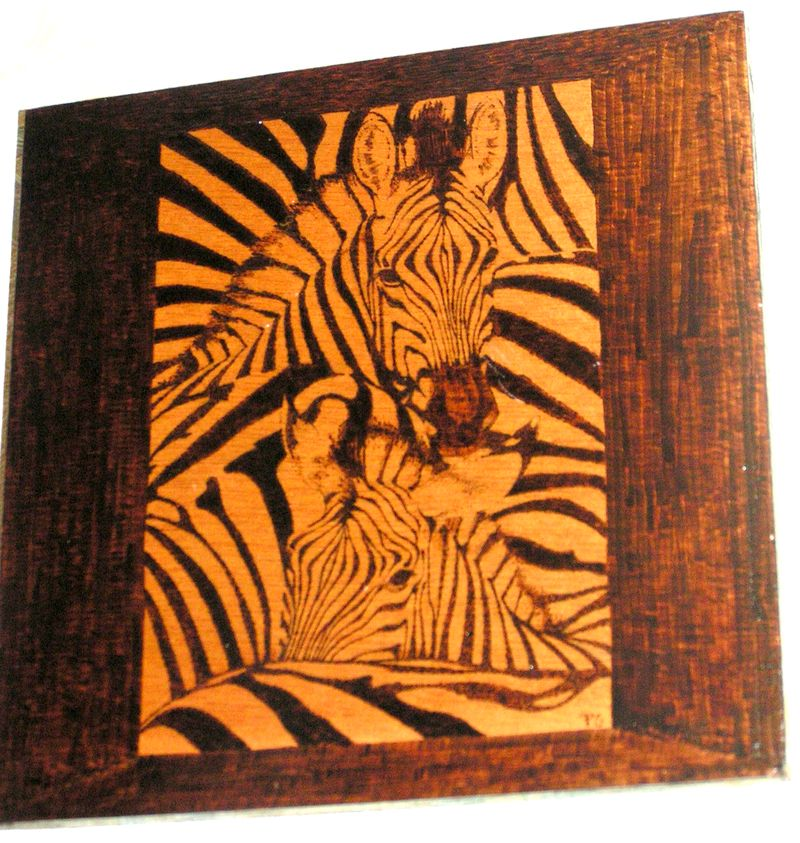
Pyrogravure sur bois.
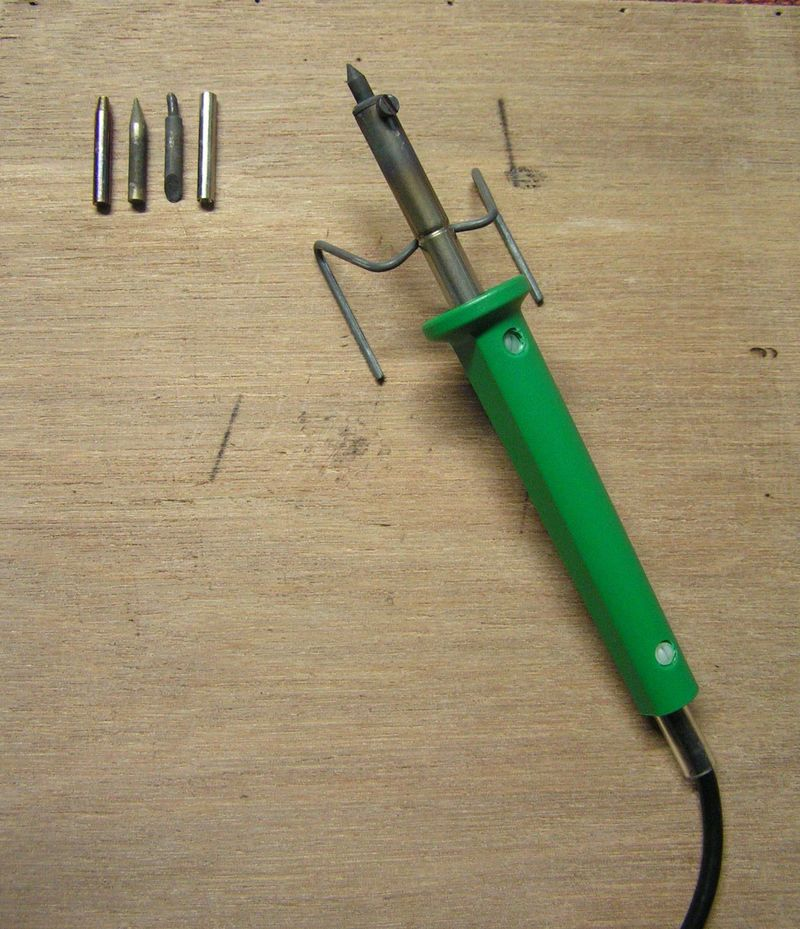
Fer et pannes.
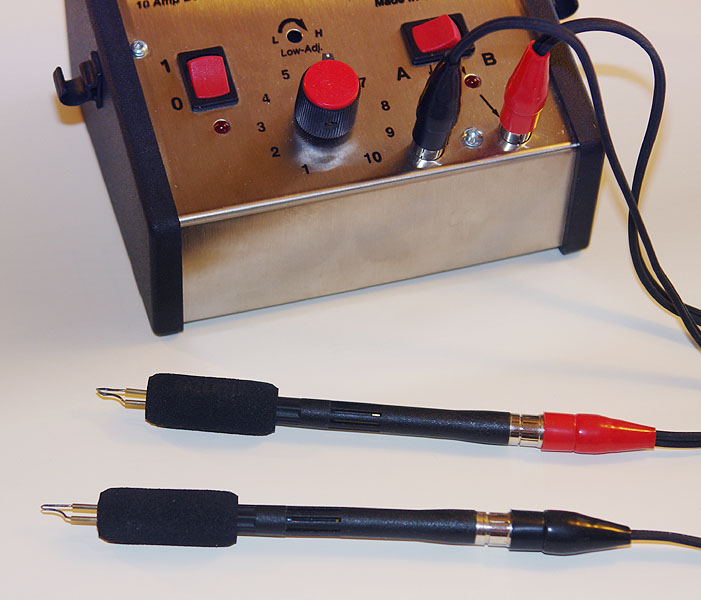
Appareil de pyrogravure réglable.
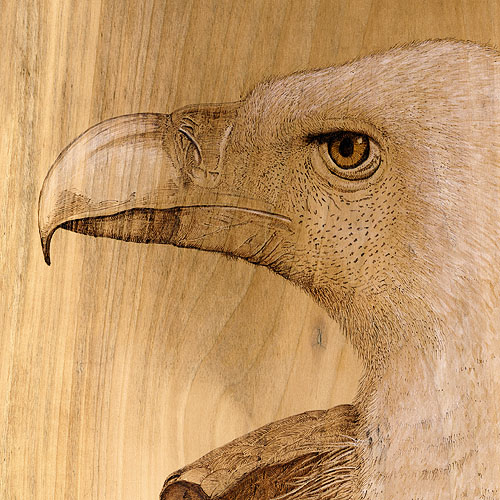
Pyrogravure sur bois.
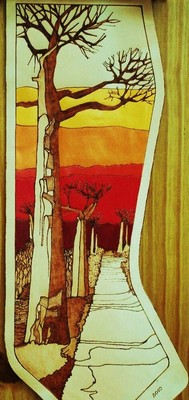
Pyrogravure sur cuir et émail à froid.
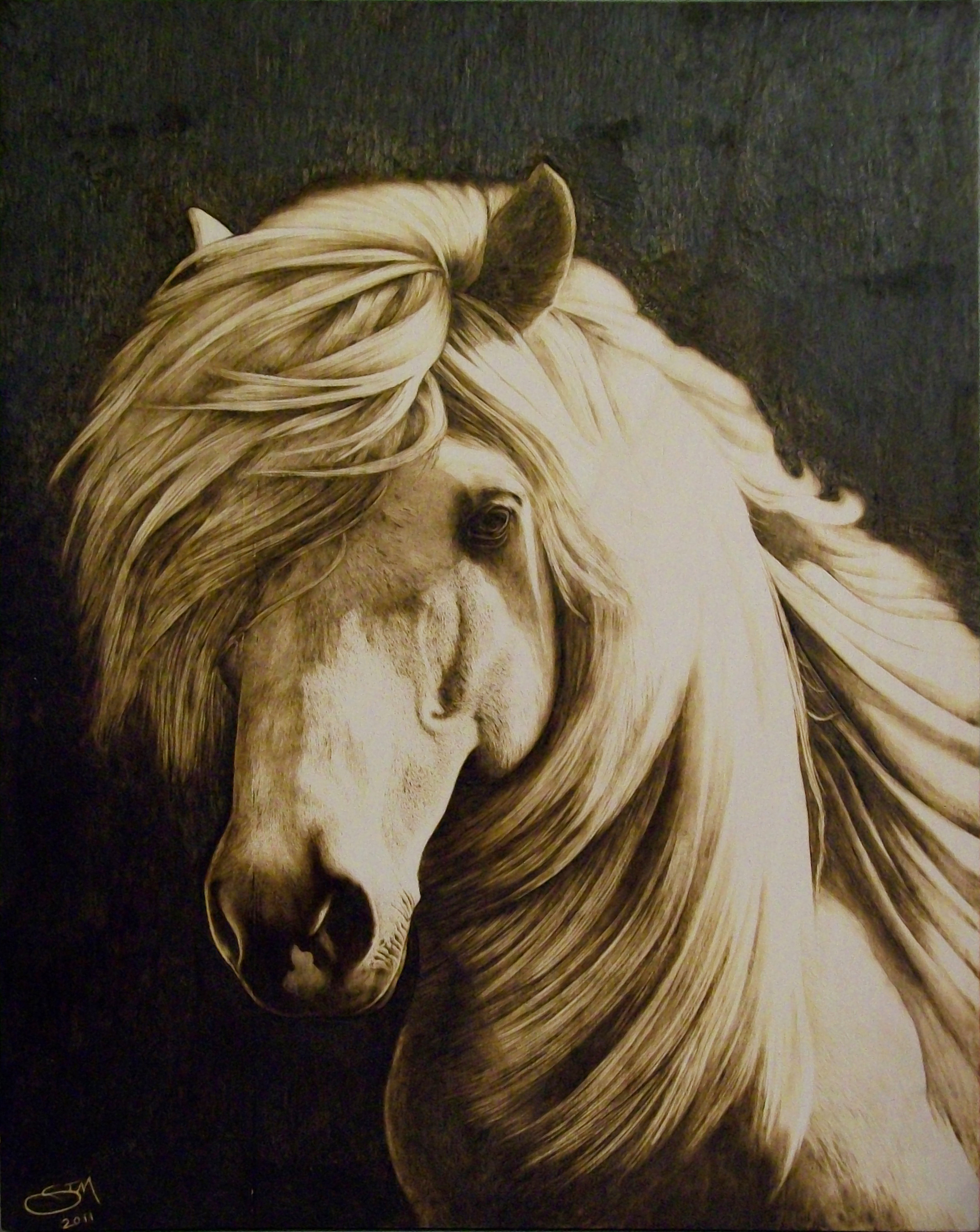
Pyrogravure sur bois de peuplier.
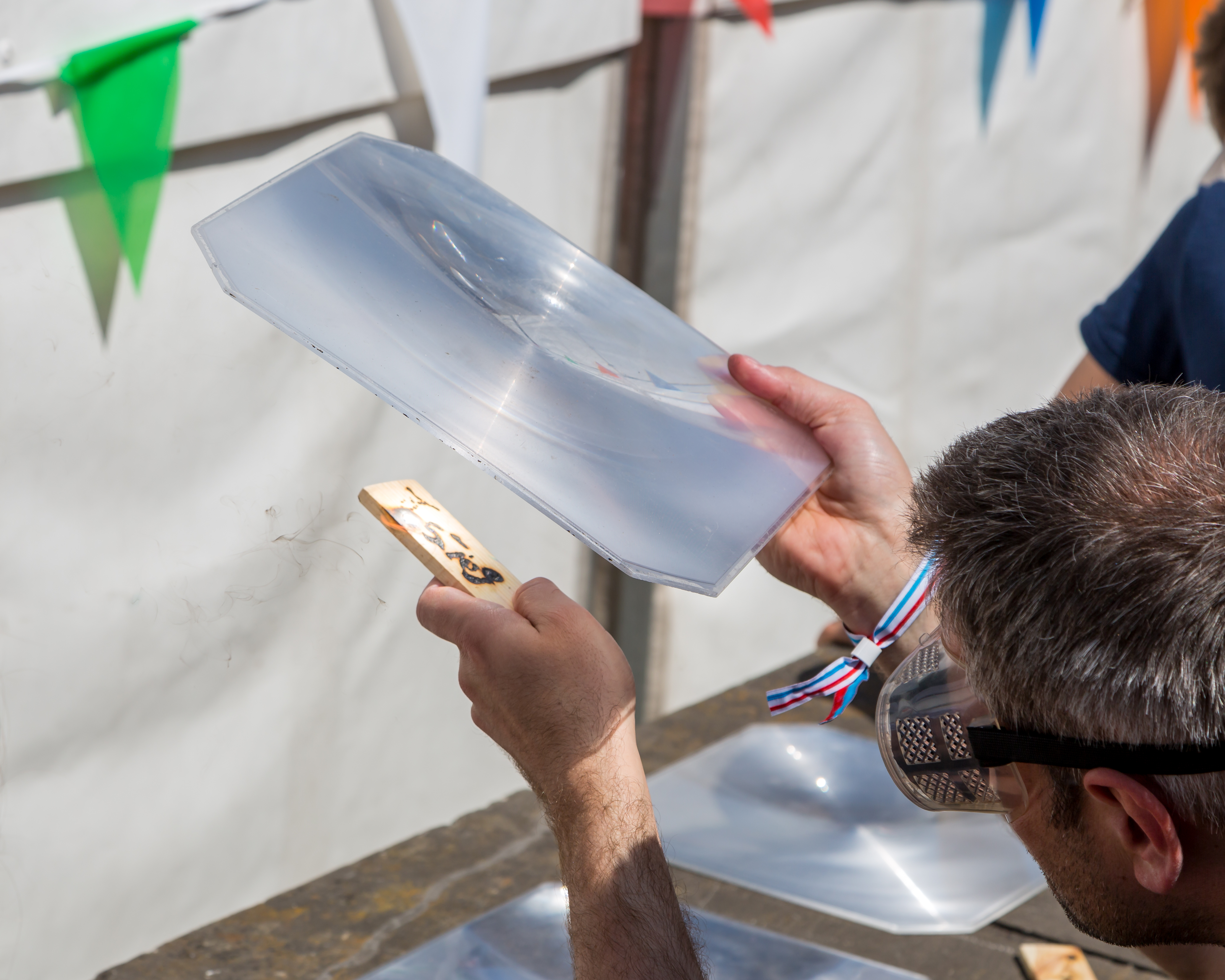
Pyrogravure sur bois à l'aide d'une lentille de Fresnel.